# Де Вит, Хендрик Корнелис Дирк
Хендрик Корнелис Дирк де Вит (нидерл. Hendrik Cornelis Dirk de Wit или нидерл. Hendrik Cornelis Dirk de Wit, 24 октября 1909, Пюрмеренд — 16 марта 1999, Геелсум, Ренкюм) — нидерландский (голландский) ботаник.

## Биография
Хендрик Корнелис Дирк де Вит родился 24 октября 1909 года.
В 1931—1937 годах Де Вит изучал биологию в Амстердамском университете. В 1937 году он уехал в Преторию, ЮАР, где работал научным сотрудником по сельскому хозяйству при Департаменте сельского хозяйства. В 1941 году Хендрик Корнелис Дирк получил степень доктора философии, защитив диссертацию по роду Щетинник из семейства Злаки. В том же году он переехал в Голландскую Ост-Индию (ныне Индонезия).
Во время Второй мировой войны Де Вит работал в Богорском ботаническом саду. После возвращения в Нидерланды в 1946 году он работал в Flora Malesiana Foundation. Де Вит был одарённым учителем и 20 сентября 1953 года он стал лектором в Лейденском университете, где преподавал систематику растений и морфологию цветковых растений и 1 ноября того же года также в Wageningen University and Research Centre, где он преподавал систематику и тропическую и субтропическую географию растений. В 1959 году Хендрик Корнелис Дирк покинул Лейден, чтобы стать профессором в Вагенингене, и 15 сентября 1969 года он стал заведующим Лабораторией систематики растений и географии растений.
Пожизненным хобби Де Вита были пресноводные аквариумы и в конце 1950-х годов он был редактором энциклопедии для аквариумистов в 15 томах, 2 из которых (5 и 6) связаны с аквариумными растениями и были написаны им самим. В 1966 году эти тома были пересмотрены и изданы вместе как первый выпуск его книги Aquariumplanten. Она была переведена на английский язык в 1964 году и на немецкий язык в 1971 году.
Хендрик Корнелис Дирк де Вит умер 16 марта 1999 года в возрасте 89 лет.

## Научная деятельность
Хендрик Корнелис Дирк де Вит специализировался на семенных растениях. Он внёс значительный вклад в изучение родов Cryptocoryne и Lagenandra.

## Публикации

### Книги о роде Криптокорина
- Aquariumplanten (1957), part II, Volume 6 in Het Handboek voor de aquariumliefhebber. Hollandia Baarn.
- Aquariumplanten 2e druk (1966), Hollandia Baarn (3rd edition 1968).
- Aquariumpflanzen (1971), Ulmer Stuttgart, ISBN 3-8001-6005-6.
- Aquariumplanten 4e druk (1983), Hollandia Baarn, ISBN 90-6045-172-4.
- Aquariumpflanzen 2.Auflage (1990), Ulmer Stuttgart, ISBN 3-8001-7185-6.

### Публикации о роде Криптокорина
- Wit, H.C.D.de, 1951. De bloei van Cryptocorynen. Het Aquarium 22(3): 58–59.
- Wit, H.C.D.de, 1951. Cryptocoryne cordata, Cryptocoryne griffithii. Het Aquarium 22(6): 128–129.
- Wit, H.C.D.de, 1952. Cryptocoryne beckettii Thwaites ex Trimen. Het Aquarium 23(*): 15–16.
- Wit, H.C.D.de, 1953. Cryptocoryne longicauda Beccari ex Engler. Het Aquarium 23(11): 248–250.
- Wit, H.C.D.de, 1953. Description and typification of Cryptocoryne longicauda Becari et Engler (Arac.). Webbia vol.IX, n.2 : 455–458.
- Wit, H.C.D.de, 1953. Cryptocoryne haerteliana Jacobs. ex Milk. Het Aquarium 24(2): 41–43.
- Wit, H.C.D.de, 1956. Mainly on Cryptocoryne. The World Aquarist 2(1): 12–14.
- Wit, H.C.D.de, 1957. Cryptocoryne beckettii. Fishkeeping, dec 1957: 65–66.
- Wit, H.C.D.de, 1958. Cryptocoryne griffithii. Fishkeeping, jan 1958: 138.
- Wit, H.C.D.de, 1958. Cryptocoryne griffithii and its allies. Fishkeeping, feb 1958: 188.
- Wit, H.C.D.de, 1958. Cryptocoryne affinis. Fishkeeping, march 1958: 230.
- Wit, H.C.D.de, 1958. Slow-growing Cryptocoryne Species. Fishkeeping, june 1958: 392–393. (C. versteegii)
- Wit, H.C.D.de, 1958. A large and versatile Cryptocoryne. Fishkeeping, july 1958: 434–435. (C. ciliata)
- Wit, H.C.D.de, 1958. A Diminutive Cryptocoryne. Fishkeeping, august 1958: 488–489. (C. thwaitesii)
- Wit, H.C.D.de, 1958. Cryptocoryne longicauda. Fishkeeping, dec. 1958: 710–711.
- Wit, H.C.D.de, 1958. Cryptocoryne johorensis Engler. Het Aquarium 28(9): 204–206.
- Wit, H.C.D.de, 1958. Aquariumplanten II. Handboek voor de aquariumliefhebber 6. Hollandia, Baarn: 28–45.
- Wit, H.C.D.de, 1958. Cryptocoryne wendtii sp.nov. Meded.Bot.tuinen en het Belmonte arboretum WAG Vol.II-4: 97–101.
- Wit, H.C.D.de, 1958. Het genus Cryptocoryne 1. Het Aquarium 29(6): 100–102.
- Wit, H.C.D.de, 1959. Het genus Cryptocoryne 2. Het Aquarium 29(7): 162–163.
- Wit, H.C.D.de, 1959. Het genus Cryptocoryne 3. Het Aquarium 29(8): 172–175.
- Wit, H.C.D.de, 1959. Het genus Cryptocoryne 4. Het Aquarium 29(9): 194–196.
- Wit, H.C.D.de, 1959. Het genus Cryptocoryne 5. Het Aquarium 29(10): 224–227.
- Wit, H.C.D.de, 1959. Het genus Cryptocoryne 6. Het Aquarium 29(11): 251–253.
- Wit, H.C.D.de, 1959. Het genus Cryptocoryne 7, Cryptocoryne affinis – C. aponogetifolia. Het Aquarium 29(12): 273–275.
- Wit, H.C.D.de, 1959. Het genus Cryptocoryne 8, Cryptocoryne auriculata – C. balansae. Het Aquarium 30(2): 36–40.
- Wit, H.C.D.de, 1959. Het genus Cryptocoryne 9, Cryptocoryne beckettii. Het Aquarium 30(3): 59–61.
- Wit, H.C.D.de, 1959. Het genus Cryptocoryne 10, Cryptocoryne bullosa. Het Aquarium 30(6): 134–137.
- Wit, H.C.D.de, 1960. Cryptocoryne blassii de Wit sp.nov. DATZ 13(4): 115–116.
- Wit, H.C.D.de, 1960. Het genus Cryptocoryne 11, Cryptocoryne ciliata (Roxb.) Fischer ex Wydler. Het Aquarium 31(1): 2–4.
- Wit, H.C.D.de, 1960. Het genus Cryptocoryne 12, Cryptocoryne cognata Schott, Cryptocoryne cognatoides Blatter& Mc Cann. Het Aquarium 31(2): 31–32.
- Wit, H.C.D.de, 1960. Het genus Cryptocoryne 13, Cryptocoryne cordata Griffith. Het Aquarium 31(3): 50–51.
- Wit, H.C.D.de, 1960. Het genus Cryptocoryne (13) [=14], Cryptocoryne consobrina Schott. Het Aquarium 31(5): 112–114.
- Wit, H.C.D.de, 1961. Het genus Cryptocoryne (15), Cryptocoryne cruddasiana Prain en C. elliptica N.E. Brown. Het Aquarium 31(8): 180–181.
- Wit, H.C.D.de, 1961. Het genus Cryptocoryne (16), Cryptocoryne ferruginea Engler, C. gomezii Schott, C. grabowskii Engler. Het Aquarium 31(9): 212–214.
- Wit, H.C.D.de, 1961. Het genus Cryptocoryne (17), Cryptocoryne griffithii Schott. Het Aquarium 31(9): 212–214.
- Wit, H.C.D.de, 1961. Het genus Cryptocoryne (18), Cryptocoryne huegeli Schott, Cryptocoryne johorensis Engler. Het Aquarium 32(2): 26–28.
- Wit, H.C.D.de, 1961. Het genus Cryptocoryne (19). Het Aquarium 31(11): 256–257.
- Wit, H.C.D.de, 1962. Nieuwe waterplanten. Meded.Bot tuinen en het Belmonte arboretum WAG Vol VI-4: 92–98.
- Wit, H.C.D.de, 1964. Het genus Cryptocoryne (20). Het Aquarium 34(7): 148–150.
- Wit, H.C.D.de, 1965. De namen van Cryptocoryne soorten. Het Aquarium 36(2): 36–39.
- Wit, H.C.D.de, 1966. Aquariumplanten, 2e druk. Hollandia, Baarn (3rd edition 1968)
- Wit, H.C.D.de, 1969. Cryptocoryne nevillii Trim. ex Hook.f. (het genus Cryptocoryne 21). Het Aquarium 39(11): 242–245.
- Wit, H.C.D.de, 1970. A key to the species of Cryptocoryne Fish. ex Wydl.(Araceae). Misc.papers LH Wageningen 6: 257–280.
- Wit, H.C.D.de, 1971. Het genus Cryptocoryne (22), Cryptocoryne lucens de Wit en Cryptocoryne parva de Wit. Het Aquarium 41(12): 291–293.
- Wit, H.C.D.de, 1971. Het genus Cryptocoryne (23), Een nieuwe Crypto uit Johore, Cryptocoryne schulzei. Het Aquarium 42(1): 14–15.
- Wit, H.C.D.de, 1973. Die Aquariumpflanzen in Wort und Bild, Lief. 18: 341–346.
- Wit, H.C.D.de, 1975. Oude en nieuwe namen in Cryptocoryne. Artedi 26(1): 112–114.
- Wit, H.C.D.de, 1975. Cryptocoryne alba de Wit (nov.sp.) en Cryptocoryne bogneri de Wit (nov.sp.). Het Aquarium 45(12): 326–327.
- Wit, H.C.D.de, 1976. Drie nieuwe Cryptocroryne-soorten. Het Aquarium 46(7): 177.
- Wit, H.C.D.de, 1986. Der richtige Name. Aqua-Planta 2–86: 45–48.

## Почести
В его честь были названы следующие виды растений:
- Begonia bonus-henricus J.J. de Wilde[15]
- Crudia dewitii Kostermans[16]
- Cryptocoryne dewitii Jacobsen[17][18][19]
- Homalium dewitii Kostermans[20]
- Lagenandra dewitii Crusio et de Graaf.[21]